# ريبيكا زو
ريبيكا زو (الصينية: 朱晨丽 ؛ من مواليد 2 ديسمبر 1987) ممثلة صينية المولد من هونغ كونغ وحاملة لقب ملكة جمال هونغ كونغ عام 2011. ونتيجة لفوزها في المسابقة ، عُرضت على تشو دور البطولة دراما تلفزيونية ملعقة فضية، أغلال فضية في عام 2012 والتي كانت أيضًا أول ظهور لها في التمثيل.

## نشأتها
ولدت ريبيكا في سوتشو ، جيانغسو ، الصين. بعد رغبات والدتها ، بدأت تشو دروس الرقص منذ أن كانت في الثالثة من عمرها ، وأخذت دروس الرقص اللاتيني والرقص الصيني. عندما كانت في العاشرة من عمرها ، انتقلت إلى شنغهاي بعد أن حظيت بفرصة الأداء لفرقة رقص الباليه هناك. في عمر 16، تم قبولها من قبل أكاديمية هونغ كونغ للفنون المسرحية وانتقلت إلى هونغ كونغ ، حيث واصلت دراسة الباليه. حصلت على منحة دراسية كاملة للدراسة في الخارج في مركز جون ف. كينيدي للفنون المسرحية في واشنطن العاصمة بعد التخرج، أصبحت عضوًا في شركة شركة هونغ كونغ للباليه.

## حياة مهنية

### لأول مرة في المسابقة
في عام 2011 دخلت ريبيكا تشو في مسابقة ملكة جمال هونغ كونغ كمتسابقة رقم 5 ، مندوبة محلية. بقي زو كواحد من أكثر المتسابقين شعبية طوال المسابقة، فازت باللقب في النهاية ، وفازت أيضًا بمسابقة ملكة جمال تريندي فيجن ، وسفيرة السعادة ، والجائزة الأكثر شعبية. ثم انتقلت للتنافس في مسابقة ملكة جمال الصين الدولية في العام التالي. على الرغم من أنها فشلت في الحصول على مكان في المسابقة، إلا أنها فازت بجائزة الأناقة الصينية الكبرى.

### مهنة التمثيل
في نوفمبر 2011 ، دخلت ريبيكا مجال التمثيل في دراما الرائجة ملعقة فضية، أغلال فضية ، والتي أصبحت أيضًا أول دوار زو التمثيلية، كان الدور في الأصل مخصصًا للمثلة فالا تشن، التي رفضت العرض في اللحظة الأخيرة لأسباب صحية. صرح منتج الدراما أن تشابه تشو مع تشين كان أحد الأسباب التي دفعته إلى استبدالها بممثلة ريبيكا تم بث الدراما في عام 2012. لم يلق أداء زو الأول استحسانًا ، وهو ما قاله العديد من النقاد أنه بسبب حاجز اللغة (لغة زو الأصلية هي الماندرين الصينية) ، فضلاً عن افتقارها إلى الخبرة في التمثيل قبل تولي الدور.
تابع زو الأدوار المساندة في السنوات القليلة القادمة. حصلت أدائها في الدراما انتصار في السماوات 2 عام 2013 و دائماً وأبداً على ترشيحاتها لأفضل فنانة واعدة وممثلة مساعدة مفضلة في حفل توزيع جوائز تي في بي في ستار ماليزيا 2013 ، والتي كانت أول ترشيحاتها التمثيلية.
في عام 2017 ، فازت زو بجائزة أفضل ممثلة مساعدة في حفل توزيع جوائز ذكرى تي في بي السنوية 2017 عن دورها في الدراما الجنرال وباحث ومخصي ومع ذلك ، أثار هذا الجدل بين الجمهور ومستخدمي الإنترنت. في عام 2018 ، لعبت دورها الأول في الدراما الحيلة. مع دورها في الدراما معركة القبضة ، حصلت زو على أول ترشيح لها كأفضل ممثلة في حفل توزيع جوائز ذكرى تي في بي السنوية 2018.

## روابط خارجية
- ريبيكا زو في مدونة تي في بي الرسمية
- ريبيكا زو نسخة محفوظة 15 أبريل 2018 على موقع واي باك مشين. في الرسمية  ملكة جمال هونغ كونغ 2011
- ريبيكا زو في سينا ويبو

| الجوائز و الإنجازات | الجوائز و الإنجازات      | الجوائز و الإنجازات |
| ------------------- | ------------------------ | ------------------- |
| سبقه توبي تشان      | ملكة جمال هونغ كونغ 2011 | تبعه كاريت تشونغ    |